# نانکای مارو
نانکای مارو یک کشتی باری ۸۴۱۶ تنی ژاپنی به طول ۴۴۶٫۸ فوت (۱۳۶٫۲ متر) بود. این کشتی در سال ۱۹۳۰ ساخته شد و در جنگ جهانی دوم توسط زیردریایی‌های آمریکایی غرق شد.